# 田島和子
田島 和子（たじま かずこ、1941年5月14日 - ）は、日本の元女優。埼玉県大宮市（現：埼玉県さいたま市）出身。東京都立新宿高等学校卒。本名は同じ。夫は俳優の草野大悟（1991年、死別）。作家の佐多稲子は伯母にあたる（田島の父親が佐多の実弟）。

## 人物
劇団俳優座第12期生。同期には應蘭芳、北川恭子、東野英心、橋本功、山本圭、渡辺康子などがいる。その後は文学座、自由劇場、六月劇場に所属した。

## 出演作品

### 映画
- 世界詐欺物語（1964年）
- 日本春歌考（1967年） - 藤原眉子
- 新座頭市物語 折れた杖（1972年） - 花里
- ロスト・ラブ あぶら地獄（1974年） - 鳴海美代子

### テレビドラマ
- 叫び（1963年、KBC）
- 七人の孫（1964年、TBS）
- 初恋物語（1964年、CX）
- おかあさん 第2シリーズ（1964年、TBS）
- 破魔矢（1965年、ABC）
- サヨナラ三角（1965年、NHK）
- 流れる雲 （1965年、CX）※主演
- 今井正アワー 下町の青春（1966年、NET）
- ポケット・モンキー（1966年、NHK）
- ザ・ガードマン（1966年、TBS）
- 三姉妹（1967年、NHK）
- 素浪人 月影兵庫（1967年、NET）
- 湖の琴（1967年、TBS）
- 文五捕物絵図（1967年、NHK）
- 風（1967年、TBS）
- 三匹の侍（1967年、CX）
  - 第5シリーズ 第1話「われらお尋ね者」（1967年） - お秋
- 新平四郎危機一発（1967年、TBS）
- 七人の刑事 第2シーズン（1967年、TBS）
- こんにちは結婚（1968年、NTV）
- 芽吹く頃（1968年、NHK）
- 顔のない心（1968年、TBS）
- 37階の男（1968年、NTV）
- 帰って来た用心棒（1968年、NET）
- 夜の主役（1968年、TBS）
- キイハンター（1968年、TBS）
- ローンウルフ 一匹狼（1968年、TBS）
- 愛妻くんこんばんは（1968年、TBS）
- かみなり三代（1968年、NTV）
- 水葬記（1968年、KBC）
- プロファイター（1969年、NTV）
- 怪奇大作戦 第21話「美女と花粉」（1969年、TBS） - 大山伸子
- 銭形平次（1969年、CX）
- 花のお江戸のすごい奴（1969年、CX）
- 悪一代（1969年、ABC）
- 見合い恋愛（1969年、NTV）
- プレイガール（1970年、12CH）
- おさな妻（1970年、12CH）
- 凍った花 （1971年、CX）※主演
- ご苦労さん（1971年、KTV）
- 入場無料（1971年、NHK）
- 座頭市物語（勝プロ / CX）第15話「めんない鴉の祭り唄」（1975年1月23日）

### 舞台
- 赤目
- マリアのお告げ（1964年）
- 夜うつ太鼓